# Princ Maximilian Badenski
Princ Maximilian od Badena (Baden, 10. srpnja 1867. – Salem, 6. studenog 1929.) bio je rođak i zamjenik Friedricha II, velikog vojvode od Badena (bio je najstariji sin njegova unuka Princa Ludwig Wilhema od Badena), te je zamijenio Fredericka na čelu te grofovske kuće. Oženio se s princezom Marie Louise od Hannovera i Cumberlanda, nastarije kćeri Ernesta Augustusa II od Hannovera. 1918. služio je na mjestu osmog njemačkog kancelara.

## Karijera
Maximilian se rodio 10. srpnja 1867. u Baden-Badenu.
Zabilježen kao liberal prije i nakon Prvog svjetskog rata, bio je izabran za njemačkog kancelara u listopadu 1918. kako bi pregovarao o primirju sa saveznicima u zadnjim danima rata. Doduše bio je ozbiljno rezerviran za način na koji je njemački vrhovni štab htio voditi pregovore. Prihvatio je optužbe i izabrao vladu koja je po prvi put uključivala socijal demokrate Friedricha Eberta i Philippa Scheidemanna.
Vladini napori da očuvaju mir bili su narušeni kada je izbila revolucija u Njemačkoj u prvim danima studenog 1918. Maximilian, svhvativši da Kaiser neće biti sposoban da vrati svoj tron, zahtijevao je od njega da abdicira na vrijeme i tako spasi monarhiju, ali Kaiser je to odbio prihvatiti, iako su taj potez zahtijevali i Paul von Hindenburg i Wilhem Groener kao i njemački vrhovni štab.
Tada 9. studenog 1918. je Maximilian ponudio abdiciranje bez dogovora s Kaiserom, što je ovaj prisilno morao učiniti. Taj potez je bio automatski popraćen s proglašavanjem Njemačke Republike.
Princ Maximilian proveo je ostatak života u mirovini. Umro je u Salemu 1929.

## Vanjske poveznice
- A Page About Max von Baden (in German)